# NGC 5979
NGC 5979 ist ein planetarischer Nebel im Sternbild Südliches Dreieck, welcher etwa 10.200 Lj von der Erde entfernt ist. 
Der planetarische Nebel NGC 5979 wurde am 24. April 1835 von dem britischen Astronomen John Herschel entdeckt.